# Artur Detko
Artur Detko (* 18. Februar 1983 in Radomsko) ist ein ehemaliger polnischer Radrennfahrer.

## Sportliche Laufbahn
Artur Detko begann seine Karriere 2005 bei dem polnischen Knauf Team. In seinem zweiten Jahr dort gewann er das Eintagesrennen Wincentego Witosa. 2007 wechselte er zu der polnischen Mannschaft Dynatek. Ab 2008 fuhr Detko für das Continental Team DHL-Author. In seinem ersten Jahr dort wurde er Zweiter beim Memoriał Andrzeja Trochanowskiego und Dritter beim Grand Prix Kooperativa. Bei der Mazovia Tour gewann er mit seinem Team das Mannschaftszeitfahren und belegte den dritten Platz in der Gesamtwertung. 2009 gewann er die Tour of Małopolska. 2010, 2011 und 2014 gewann er jeweils eine Etappe der Bałtyk-Karkonosze Tour. 2017 beendete er seine Radsportlaufbahn. 

## Erfolge
2008
- Mannschaftszeitfahren Mazovia Tour

2009
- Gesamtwertung und eine Etappe Tour of Małopolska

2010
- eine Etappe Bałtyk-Karkonosze Tour

2011
- eine Etappe Bałtyk-Karkonosze Tour

2014
- eine Etappe Bałtyk-Karkonosze Tour

## Teams
- 2005 Knauf Team
- 2006 Knauf Team
- 2007 Dynatek
- 2008 DHL-Author
- 2009 DHL-Author
- 2010 Aktio Group Mostostal Puławy
- 2011 Bank BGŻ Professional Cycling Team
- 2013 Las Vegas Power Energy Drink
- 2014 Mexller
- 2015 Domin Sport
- 2016 Dare 2B
- 2017 Domin Sport